# Fender Precision Bass
Fender Precision Bass (někdy zkráceně jen "P Bass") je elektrická basová kytara, první hojně rozšířený a populární model. Ve své standardní konfiguraci po roce 1957 je Precision Bass masivním (solid body) čtyřstrunným nástrojem vybaveným snímačem typu humbucker (single split-coil), jednodílným javorovým krkem s palisandrovým nebo javorovým hmatníkem o 20 pražcích.
Jeho prototyp navrhl Leo Fender v roce 1950 a v roce 1951 byl nástroj uveden na trh. Šlo o první elektrickou baskytaru, která si vysloužila širokou pozornost a využití a zůstala mezi nejprodávanějšími a nejvíce napodobovanými elektrickými baskytarami se značným vlivem na zvuk populární hudby.

## Historie

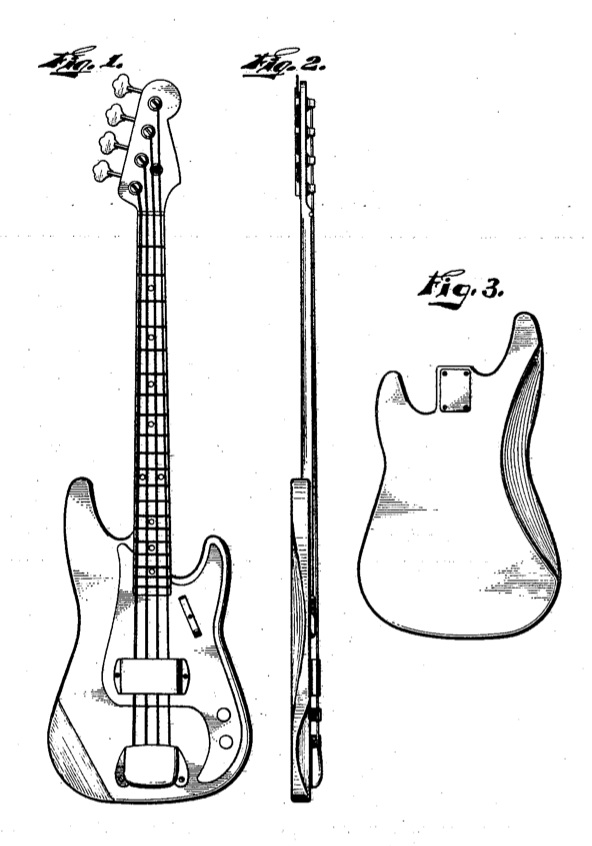
Patentovaná skica Fender Precision Bass

Precision Bass byla první masově vyráběnou elektrickou basou. V původním nastavení je to z olše nebo jasanu vyrobený nástroj osazený dvěma humbuckery a krkem z jednoho kusu dřeva, nejčastěji z palisandru nebo javoru s hmatníkem o dvaceti pražcích. Precision Bass patří mezí oblíbené a nejvíce prodávané kytary a je stále vyráběn.
Standardní P Bass je povrchově upravená, natřená a sestavená v Ensenadě v Baja California společně s dalšími Standard Series kytarami. American Standard (s masivními kryty přes snímače a kobylku), American Deluxe (s humbuckerem a aktivním 3-pásmovým ekvalizérem s 18V samostatným napájením (J-styl), série Highway One a American Vintage jsou vyráběny v Coroně v Kalifornii.
Klasické kontrabasy začínalo být velmi problematické ladit s ostatními nástroji v kapele, byly těžkopádné a problematické při převozu. V čím dál větších kapelách obsahujících i elektrické kytary byly i hůř slyšitelné. S elektrickými snímači, malým tělem a opražcovaným krkem Precision Bass tyto problémy vyřešil. Jméno "Precision" vychází z použití pražců (jako lepší varianta k bezpražcovým kontrabasům); hráči neměli takové problémy s přesnou intonací = byli více "precizní".
Zvuk elektrických bas se od zvuku klasických kontrabasů liší: mají ostřejší a konkrétní zvuk, s méně perkusivním úderem a čistším základním tónem, jeho role úplně změnila rytmus a tempo pop music. Elektrická basa umožňuje více dynamické rytmy při hraní podkreslujících harmonických ploch a je dost podstatná pro vývoj blues a swingu k rhythm and blues a rocku.

## Vývoj tvaru a provedení

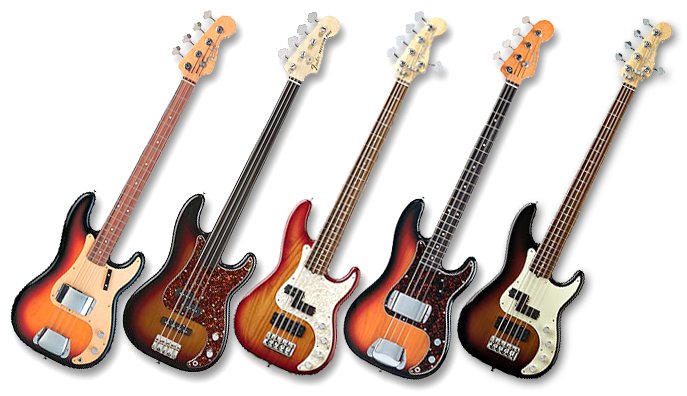
Pět různých modelů

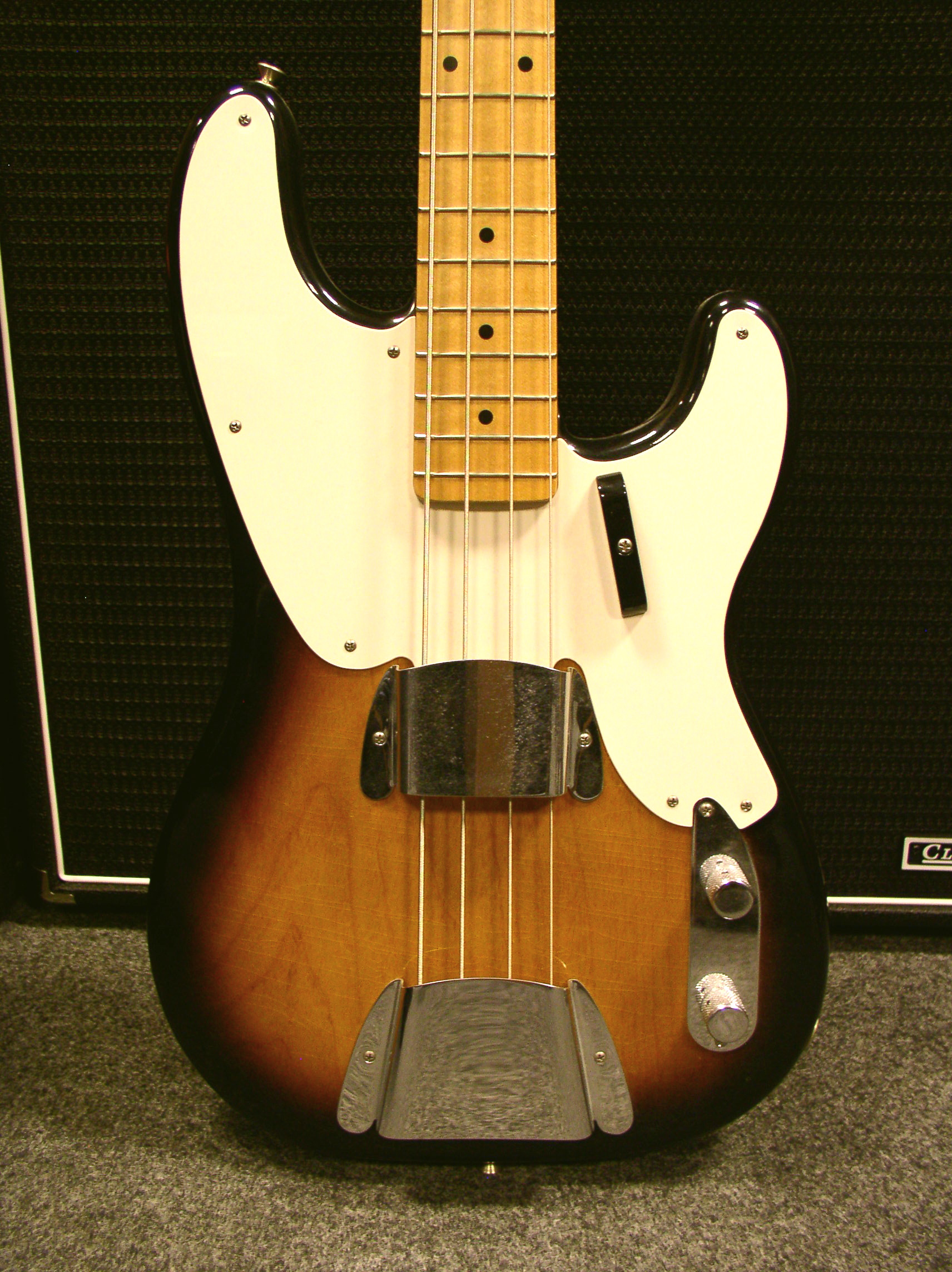
Precision bass z roku 1956

Původní Precision Bass z roku 1951 byl v podstatě protějšek k šestistrunnému Telecasteru a sdílela i několik jeho konstrukčních rysů. V roce 1953 byly u Precision Bass upraveny hrany pro pohodlnější hraní, zatímco Telecaster si svůj původní tvar zachoval.
V roce 1957 prošel Precision Bass důležitými změnami; hlava a pickguard byly znovu navrženy tak, aby se více podobaly Fenderem nedávno uvedenému Stratocasteru. Původní single-coil snímač byl nahrazen novými split-coil snímači se střídavě uspořádanými póly, spojenými v humbucker; ačkoliv na to Fender nikdy nekladl důraz, patent na Seth Lover humbucker ještě nepropadl. O dva roky později, byl lepený hmatník (palisandr) na javorovém krku vystřídán jedním kusem vyráběným pouze z javoru. Krky z palisandru se staly standardem až do let 1966-1967, kdy Fender začal nabízet samostatný laminátový javorový hmatník spolu s javorovým krkem. Ale od roku 1969 se jednodílný javorový krk stal standardem na mnohých basách vyráběných firmou Fender, s hmatníkem z palisandru jako další možnou variantou.
Některé Precision baskytary vyráběné v sedmdesátých letech byly také dostupné s bezpražcovým hmatníkem z palisandru, ebenu nebo častěji z javoru, zpopularizované Stingem nebo Tony Franklinem. Fender krátce nabízel bezpražcový P-Bass v devadesátých letech jako součást první generace American Standard line, spolu s bezpražcovým hmatníkem z palisanndru. S American Series Precision Bass (2000–2008) společně s S-1 přepínacím systémem od roku 2003, dovolujícím zapojení split-coil snímače paralelně, což base dodává praskavý zvuk připomínající Jazz Bass. Druhá generace American Series z roku 2008 už od této možnosti upustila.
V posledních letech byly nabízeny některé varianty (občas s 21 nebo 22 pražcovým hmatníkem) nebo speciální edice Precision Bass. Fender udělal American Deluxe 5strunný model se split-coil snímačem u krku a s humbuckerem u kobylky (až do roku 2007), laděný jako BEADG, nebo také pasivní 5strunný laděný do EADGC nazývaný Bass V v šedesátých letech. Neprodávaly se dobře a jejich výroba brzo skončila, Fender až do osmdesátých let jiné pětistrunné basy nenabídl.
V letech 1980–1984, byl Precision Bass upraven s novými snímači, aktivní základní deskou a masivním krytem přes kobylku. Special (1980) se split-coil snímačem s bílým krytem, zlatou mechanikou a dvoupásmovým ekvalizérem a možností přepínání mezi aktivní a pasivní elektronikou a Elite (1983) s jedním (Elite I) nebo dvěma (Elite II) split-coil humbuckery a kobylkou Schaller. Některé modely byly dostupné i s tělem z ořechu a mořeným ebenovým hmatníkem. V roce 1984 se začaly vyrábět japonské modely, velmi podobné jejich americkým protějškům, kromě zmenšeného tvaru těla a javorového krku ve tvaru C s dvaadvaceti pražci.
Fender také udělal několik 'Deluxe' a 'Special' modelů s aktivní elektronikou a Jazz Bass snímačem nebo humbuckery ve tvaru soapbar u kobylky vedle běžných split-coil snímačů. Obě tato vylepšení měla rozšířit zvukové možnosti této jinak poměrně jednoduše navržené basy. Některé Precisiony s Jazz Bass snímači měly obvykle i tradiční Jazz Bass ovládání hlasitosti a postranní jack výstup; jiné měly ovládání hlasitosti předního snímače posunuté víc dopředu, zanechávající více místa pro jack výstup. Nebo byl použit třípolohový přepínač snímačů (použito třeba na Tony Franklin Signature a Fender Precision Bass Plus).
V devadesátých letech byly uvedeny modely Precision Plus a Deluxe Plus v roce 1989 a 1991, s Lace Sensor snímači, s dvaadvaceti pražcovými krky a pasivní či aktivní elektronikou. Custom Shop 40th Anniversary model z roku 1991 luxusnější verzí Precision Plus Deluxe se zlatou mechanikou a ebenovým hmatníkem. V roce 2008 přišel Fender s pětistrunnou verzí Precision Bass jako druhou generací American Standard Series line.

## Hudebníci
Existuje mnoho umělců známých hrou na Precision Bass. Mezi některé z významnějších patří:  James Jamerson, Peter Cetera, Donald "Duck" Dunn, Pino Palladino, Steve Harris, Mike Dirnt, Tony Franklin, Duff McKagan, Sting, John Lodge, Dee Dee Ramone, Roger Waters, Dallon Weekes, Dusty Hill, Carol Kaye, Geezer Butler, Robert Trujillo, Jason Newsted, John Cale, Randy Meisner, Roger Glover, Tom Hamilton, Mark Hoppus, Roy Estrada, Kenny Gradney, David Brown, Frank Bello, Jeff Ament, Andy Bell, John Deacon, Paul Simonon, Cliff Williams, Tom "T-Bone" Wolk, Gildo Masini, Timothy B. Schmit, Colin Greenwood, Jean Millington a Adam Clayton.